# Cyrtus maroccanus
Cyrtus maroccanus är en tvåvingeart som beskrevs av Seguy 1930. Cyrtus maroccanus ingår i släktet Cyrtus och familjen kulflugor.
Artens utbredningsområde är Marocko. Inga underarter finns listade i Catalogue of Life.